# Pohraniční stráž
Pohraniční stráž (PS) byla československá ozbrojená složka, která měla na starost ostrahu a kontrolu státní hranice.
Zřízena byla podle zákona o ochraně státních hranic. Její organizační začlenění se několikrát změnilo, nejdéle spadala pod ministerstvo vnitra (naposledy od roku 1972 až do svého zrušení v roce 1990). Její činnost nepostihovala hospodářskou přeshraniční kriminalitu (to měla na starost celní stráž), ale sledovala pohyb osob okolo státní hranice. Nejostřeji svoji činnost vyvíjela na úseku hranice s SRN a Rakouskem, kde bylo vystavěno oplocení, tzv. železná opona. Oficiálně bylo cílem Pohraniční stráže bránit silám, které byly nepřátelské tehdejšímu režimu a které se snažily pronikat na území tehdejšího Československa (např. agenti chodci). V praxi bylo hlavním cílem zabránit občanům v útěku z komunistického Československa, přičemž příslušníci neváhali použít zbraně. Pohraniční stráž za dobu své existence zabila stovky lidí. Před hranicí směrem do vnitrozemí se nacházelo tzv. hraniční pásmo (široké dva až dvacet km), kam byl vstup povolen pouze na zvláštní povolení. Předchůdkyní Pohraniční stráže ve 30. letech byla Stráž obrany státu (SOS).

## Zřízení
Pohraniční stráž byla zřízena v roce 1951 podle vzoru sovětského pohraničního vojska. Dne 11. července toho roku schválilo Národní shromáždění zákon č. 69/1951 Sb., o ochraně státních hranic, který svěřil ochranu státní hranice do působnosti Pohraniční stráže a vybavil ji pravomocemi vojska i bezpečnostních orgánů. Příslušníky byli vojáci základní služby, v začátcích, v 50. letech až do konce let šedesátých, s prodloužením služby na 26 měsíců. Asi osm procent tvořili vojáci z povolání. Odvedenci byli vybírání z řad prověřených vojáků, případně z členů KSČ a svazáckých funkcionářů, ale sloužili zde i běžní „politicky neangažovaní“ branci povolaní k této složce vojenskými správami. Odvedenci absolvovali nejprve dvouměsíční základní výcvik s vševojskovou přípravou. Vybraní příslušníci byli následně posláni na šest měsíců do poddůstojnické školy. Již v roce vzniku PS (v roce 1951) vznikla Vojenská akademie PS přejmenovaná později na Vojenské učiliště, kde se učili poručíci PS.
Prvním velitelem útvaru byl jmenován tehdejší plukovník Ludvík Hlavačka, osobní přítel generálního tajemníka KSČ Rudolfa Slánského, v letech 1948 až 1950 působící jako náčelník StB v Uherském Hradišti. Odtud byl znám svým tvrdým postupem proti moravským protikomunistickým odbojovým skupinám i pro brutální výslechové metody praktikované jím a vyšetřovateli Grebeníčkem, Turečkem, Zavadilíkem a dalšími v uherskohradišťské věznici, včetně častých případů mučení elektrickým proudem. Hlavačka měl následně zásadní osobní podíl na budování infrastruktury tzv. železné opony v Československu včetně instalace elektrických plotů po celé hranici s Rakouskem a NSR. Ve vedení PS pak skončil v roce 1954 pro vysoký počet mrtvých na hranicích (včetně úmrtí několika pohraničníků vinou nehod) a také četné stížnosti svých podřízených pro neprofesionální výkon funkce. Hlavačka byl pak na rok poslán Pohraniční vojenské škole Ministerstva vnitra SSSR v Moskvě a od roku 1955 nastoupil na Ministerstvo vnitra jako náměstek pro vojsko ministra Lubomíra Štrougala.

## Úkol
Hlavním úkolem pohraniční stráže bylo garantovat uzavřenost hranic. Železná opona bránila průchodu státní hranicí, a to jak z republiky, tak i do republiky. Pohraniční stráž mohla proti tzv. narušitelům hranic za stanovených podmínek použít služební zbraň. Většina narušitelů hranic tehdejšího Československa byla pohraniční stráží v úseku státní hranice zadržena. Mnoho lidí však bylo zabito. Pohraniční stráž používala též zvláště vycvičené služební psy. Koncem padesátých let 20. století byla z hranic odstraněna minová pole.

## Oběti

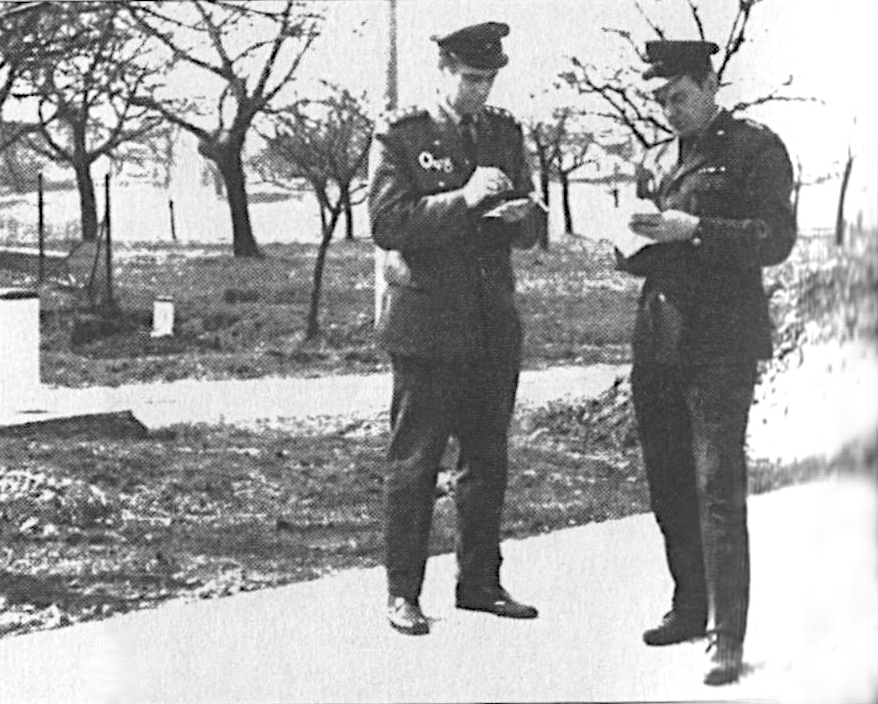
Českoslovenští pohraničníci na československo-polském hraničním přechodu Zebrzydowice (1974)

Během výkonu služby v letech 1948–1989 zemřelo celkem 654 pohraničníků, z toho většina nehodou, v některých případech i sebevraždou. Při přestřelce s uprchlíky zemřelo 10 z nich. Civilistů bylo zabito 450. Většina těchto civilistů byla neozbrojená a byla zastřelena ozbrojenými pohraničníky.
Nejkrvavějším obdobím při přechodech hranic byl začátek 50. let. Jen za pouhých deset měsíců roku 1951 však bylo zaznamenáno 540 nelegálních přechodů československých hranic a 1911 narušitelů, z nichž 182 použilo zbraně. K jednomu z incidentů s mezinárodním přesahem došlo 17. listopadu 1953, kdy byl československým pohraničníkem četařem Františkem Korbelem zabit západoněmecký důstojník Alois Huber. Korbel po několik měsíců přecházel hranice do Západního Německa, kde od německého farmáře Schneidera nakupoval cigarety, které následně pašoval a prodával v Československu. Když pak jednou narazil na Huberovu hlídku, setkání přerostlo v ozbrojenou konfrontaci, která skončila Huberovým zastřelením. Velitel PS gmjr. Hlavačka následně rozhodl odsoudit četaře Korbela k trestu 15 dnů domácího vězení.

## Logo

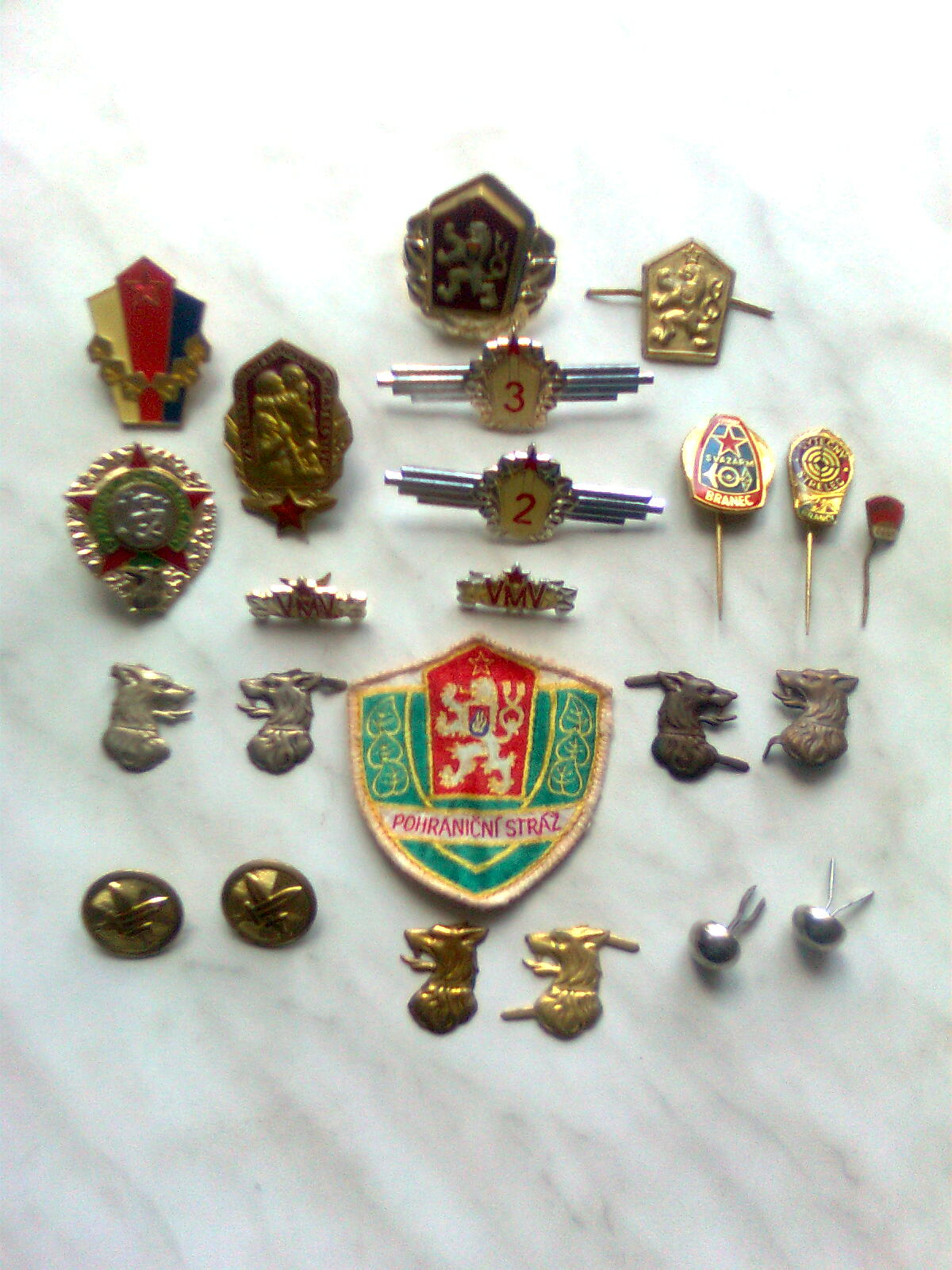
Odznaky Pohraniční stráže (mezi nimi zamíchány též odznaky Vojsk ministerstva vnitra)

Výhradně spolkový emblém s psohlavcem byl v 50. letech 20. století v úplné a nezměněné výtvarné podobě převzat a posloužil jako vhodný marking pro označení speciálních československých armádních jednotek využívaných v době studené války při ostraze západní linie průběhu státních hranic. Stejnokrojové a specializační označení, služební vozy, helikoptéry, poříční plavidla, budovy a komplexy útvarů Pohraniční stráže vojsk MNB a později MNO a MV, standarty, medaile, plakety, diplomy, pečetě, dokumentace a veškerá agenda tiskovin pro služební potřebu byly takto označeny a původní ideový smysl, že se jednalo o vyvedený a zdařilý spolkový znak, byl tak úplně a vědomě potlačen a posléze jako zneužitý zcela zapomenut. (Pro faktické doložení tohoto tvrzení např. ohlášení o konání každoměsíční členské schůze spolku Psohlavci na Spolkové odd. Policejního ředitelství v Praze ze dne 26. dubna 1938, arch. karton sign.: SK XI/1077, Archiv hl. m. Prahy - citace z BP : Spolek Psohlavci a chodský národopis, Vladimír Marek, UK 2009). Emblém s psohlavcem dodnes používá Ředitelství služby cizinecké policie (před vstupem Česka do Schengenského prostoru v roce 2007 zvaná Služba cizinecké a pohraniční policie).

## Pocty

### Den pohraniční stráže
V socialistickém Československu se 11. července slavil Den pohraniční stráže.

### Ulice
V období socialismu byly také některé ulice pojmenovány na počest Pohraniční stráže jejím názvem ("Pohraniční stráže") – v Praze 6-Dejvicích šlo o dnešní ulici Eliášova. Jinde (Strakonice, Kraslice, Poběžovice, Dubí, Velká Hleďsebe, Chodová Planá aj.) je ulice s tímto názvem dosud, v současnosti (2021) jde celkem o 12 obcí.

## ČasopisPohraničník
Pohraničník byl časopis pohraniční stráže, který v socialistickém Československu v letech 1976–1990 vydávalo ministerstvo vnitra, od roku 1979 s podnázvem Stráž vlasti. Šlo o měsíčník, později čtrnáctideník.